# Associació estel·lar de Zeta Herculis
Olin J. Eggen en 1958 va publicar per primera vegada sobre l'existència d'aquesta associació estel·lar, caracteritzada per l'elevada velocitat del moviment propi de l'estel Rutilicus [Zeta (ζ) Herculis] a través de l'espai, trobant-se altres estels amb similar moviment propi i amb la velocitat media estimada de 74,5 km/s. Van ser identificades un total de 22 estrelles candidates a formar part d'aquesta associació estel·lar liderades per Zeta Herculis.
En 1970, Richard Woolley va redefinir el llistat d'estels fins a deixar-ho en una desena de membres.
El moviment paralàctic dels estels d'aquest grup implica un origen comú i en conseqüència una edat i composició similar. Hi ha una línia de recerca que ha deduït que ζ Herculis i HD 158614 mostren una composició física que és pròpia d'estels més joves que altres membres de l'agrupació.
Aquesta associació estel·lar, té estimada una edat de 8,2 milions d'anys, mentre ζ Herculis té una edat estimada de 6,3 milions d'anys D'igual manera, una anàlisi estadística de la metal·licitat dels components d'aquest grup no mostra diferència entre ells.
| Nom             | Constel·lació | B  | F  | HD     | HIP    | vis.mag. | Dist. (al) | Classe esp. | Notes       |
| --------------- | ------------- | -- | -- | ------ | ------ | -------- | ---------- | ----------- | ----------- |
| Rutilicus ζ Her | Hèrcules      | ζ  | 40 | 150680 | 81693  | 2.81     | 35         | F9IV        |             |
| β Hyi           | Hidra Mascle  | β  |    | 2151   | 2021   | 2.82     | 24         | G2IV        |             |
| φ2 Pav          | Gall dindi    | φ2 |    | 196378 | 101983 | 5.11     | 79         | F8          |             |
| ζ2 Ret          | Reticle       | ζ2 |    | 20807  | 15371  | 5.24     | 39         | G1          |             |
| HD 158614       | Serpentari    |    |    | 158614 | 85667  | 5.31     | 54         | G8IV-       | Gliese 678  |
| ζ1 Ret          | Reticle       | ζ1 |    | 20766  | 15330  | 5.53     | 40         | G2          |             |
| 1 Hya           | Hidra Femella |    | 1  | 70958  | 41211  | 5.61     | 89         | F3          |             |
| HD 14680        | Forn          |    |    | 14680  | 10977  | 8.82     | 107        | K2          | Gliese 9079 |
| HIP 59198       | Verge         |    |    |        | 59198  | 11.69    | 94         | K7          | Gliese 456  |